# Jagėlonių miškas
Jagėlonių miškas este o arie protejată (sit de importanță comunitară — SCI) din Lituania întinsă pe o suprafață de 431,22 ha, integral pe uscat.

## Localizare
Centrul sitului Jagėlonių miškas este situat la coordonatele 54°41′51″N 24°33′53″E / 54.6974°N 24.5647°E.

## Înființare
Situl Jagėlonių miškas a fost declarat sit de importanță comunitară în noiembrie 2022 pentru a proteja un număr necunoscut de specii din flora spontană și fauna sălbatică aflate în arealul zonei.

## Biodiversitate
Situată în ecoregiunea boreală, aria protejată conține 2 habitate naturale: Taiga vestică, Păduri caducifoliate de mlaștină fino-scandinave.
La baza desemnării sitului se află un număr nedeclarat de specii protejate.